# 北海道道1116号富良野上川線
北海道道1116号富良野上川線（ほっかいどうどう1116ごう ふらのかみかわせん）は、北海道富良野市と上川郡上川町を結ぶ一般道道（北海道道）である。美瑛町宇莫別から旭川市東旭川町瑞穂が供用済み。但し、供用済み区間は全て舗装されたが、林道幌内線入口から忠別ダムまでは1車線で一部待避所がある狭隘区間であり、さらに地滑りの恐れがあるため、一部区間は1年に1か月ほどしか開通せず、「幻の道道」とも呼ばれている。未開通区間も多く残っているが、事業は縮小されている。

## 概要
総延長約87 kmの路線として計画されていた。

### 路線データ
- 起点：北海道富良野市
- 終点：北海道上川郡上川町
- 総延長：28.912 km
- 実延長：26.619 km
- 重用延長：2.293 km
- 未舗装延長：0.043 km

### 道路管理者
- 上川総合振興局 旭川建設管理部 富良野出張所
- 上川総合振興局 旭川建設管理部 事業課

## 歴史
- 1983年（昭和58年）9月20日 - 北海道道871号白川美唄線として開発道路に指定。
- 1994年（平成6年）4月1日 - 路線認定[2]。同日付けで道道871号白川美唄線は廃止となる[3]。
- 2005年（平成17年）8月5日 - 前年度に決まった事業縮小の方針に伴い、開発道路指定区間を縮小。

これにより、ルートの変更、1.5車線での整備、道路の新設ではなく既存町道（美瑛町道俵真布宇莫別線、美瑛町道忠別俵真布線）の改良で供用を目指すことが決まる。
- 2010年（平成22年）4月1日 - 事業再評価により開発道路指定を解除。事業を北海道へ移管。
- 2012年（平成24年）9月 - 開通[4]。
- 2013年（平成25年）5月 - 冬期通行止め解除前に一部区間で地滑りの恐れが発覚。2017年9月まで通年で通行止めとなる[4]。
- 2017年（平成29年）9月 - 通行可能期間を9月中旬から10月中旬の1か月のみとして通行可能にする[4]。

## 路線状況

### 重複区間
- 北海道道213号天人峡美瑛線（字忠別）
- 北海道道1160号旭川旭岳温泉線（字忠別）

### 冬期交通規制（通行止め）[注 1]

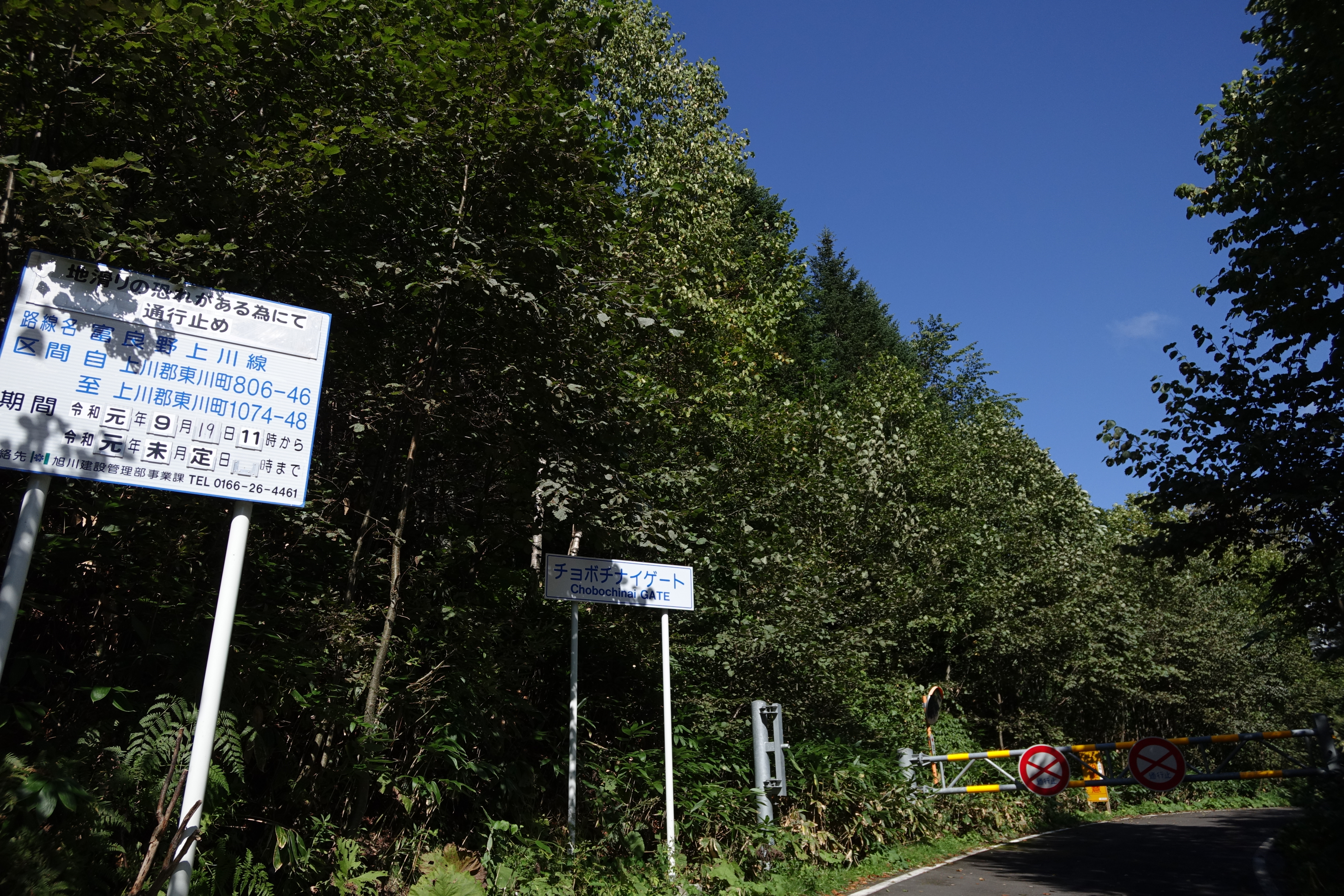
チョボチナイゲート

- 美瑛町字上宇莫別原野 - 美瑛町字俵真布（俵真布中央ゲート）
区間延長：3.9 km
- 東川町ノカナン（チョボチナイゲート） - 東川町北7線（東川北7線ゲート）
区間延長：12.4 km[1]
- 美瑛町字俵真布（俵真布第3ゲート） - 美瑛町字忠別（忠別ゲート）
区間延長：2.8 km

### 道路施設

#### 主な橋梁
- 熊の沢橋（61 m、宇莫別川、美瑛町字上宇莫別原野）
- 上忠別橋（99 m、忠別川、美瑛町字忠別 - 東川町ノカナン）
- チョボチナイ橋（70 m、－、東川町ノカナン）
- 嶺雲橋（406 m、幌倉沼支流、東川町ノカナン）
- 祥雲橋（140 m、幌倉沼川、東川町ノカナン）
- 景雲橋（174 m、倉沼川、東川町ノカナン）
- 清水橋（120 m、倉沼第一沢川、東川町ノカナン）

#### 常設型ゲート
- 俵真布中央ゲート（美瑛町字俵真布）
- 俵真布第3ゲート（美瑛町字俵真布）
- 忠別ゲート（美瑛町字忠別）
- チョボチナイゲート（東川町ノカナン）
- 東川北7線ゲート（東川町北7線、北海道道611号瑞穂東川線交点）

## 地理

### 通過する自治体
- 上川総合振興局
  - 富良野市
  - 空知郡上富良野町
  - 空知郡中富良野町
  - 上川郡美瑛町
  - 上川郡東川町
  - 旭川市
  - 上川郡上川町

ただし、事業縮小に伴い実際に開通するのは美瑛町〜旭川市のみとなる見通し。

### 交差する道路
美瑛町
- 北海道道543号上宇莫別美瑛停車場線 - 宇莫別
- 北海道道1160号旭川旭岳温泉線 - 字忠別（重複）
- 北海道道213号天人峡美瑛線 - 字忠別（重複）

東川町
- 北海道道611号瑞穂東川線 - 北7線

### 沿線にある施設など
美瑛町・東川町
- 忠別ダム